# ليوبيشا سيميتش
ليوبيشا سيميتش (مواليد 27 فبراير 1963) هو ملاكم يوغوسلافي، مثّل بلاده في الألعاب الأولمبية الصيفية في دورتي 1984 و1988.

## روابط خارجية
ليوبيشا سيميتش على موقع بوكس ريك (الإنجليزية) (registration required)
- ليوبيشا سيميتش على موقع أوليمبيديا (الإنجليزية)